# Kurt Herzog
Kurt Herzog (27 de março de 1889 - 8 de maio de 1948) foi um oficial alemão que serviu no Exército Alemão durante a Segunda Guerra Mundial. Foi condecorado com a Cruz de Cavaleiro da Cruz de Ferro com Folhas de Carvalho.

## Condecorações
| Cruz de Ferro (1914) 2ª Classe                                   | 26 de outubro de 1914  |
| Cruz de Ferro (1914) 1ª Classe                                   | 6 de novembro de 1916  |
| Cruz Hanseática de Hamburgo                                      |                        |
| Cruz de Cavaleiro da Ordem Militar de St. Henry                  | 17 de março de 1916    |
| Cruz de Honra da Guerra Mundial 1914/1918 in 1934                |                        |
| Cruz de Ferro (1939) 2ª Classe                                   | 10 de setembro de 1939 |
| Cruz de Ferro (1939) 1ª Classe                                   | 29 de setembro de 1939 |
| Medalha da Frente Oriental                                       |                        |
| Cruz de Cavaleiro da Cruz de Ferro                               | 18 de outubro de 1941  |
| Cruz de Cavaleiro da Cruz de Ferro com Folhas de Carvalho nº 694 | 12 de janeiro de 1945  |